# Yeshivá Mir (Bielorrusia)
La Yeshivá Mir (en ruso: Ешива Мир) fue fundada en la pequeña ciudad bielorrusa de Mir, situada en la actual Bielorrusia en 1817 (entonces Mir formaba parte del Imperio Ruso) por el rabino Shmuel Tiktinsky. Después de su muerte, su hijo mayor, el Rabino Avraham Tiktinsky, fue nombrado director de la yeshivá (Rosh yeshiva). Después de varios años, el Rabino Avraham murió y su hermano menor, el Rabino Chaim Leib Tiktinsky, le sucedió.

## Historia de la yeshivá

### Primera Guerra Mundial
El Rabino Chaim Leib permaneció como Rosh yeshiva durante muchas décadas. Le sucedió su hijo, el Rabino Avrohom Tiktinsky, quien llevó al Rabino Eliyahu Boruch Kamai a la yeshivá. En el año 1903, la hija del Rabino Kamai se casó con el Rabino Eliezer Yehuda Finkel (también llamado Rabi Leizer Yudel), el hijo del Rabino Nosson Tzvi Finkel (el Alter de Slabodka), quién con el tiempo se convirtió en el director de la Yeshivá Mir. La yeshivá permaneció en ese lugar hasta 1914. Con el estallido de la Primera Guerra Mundial, la yeshivá se trasladó a Poltava, Ucrania. En 1921, la yeshivá regresó a sus instalaciones originales en Mir.

### Segunda Guerra Mundial

#### 1939
La yeshivá permaneció en Mir hasta que la Alemania nazi invadió Polonia en 1939, marcando el comienzo del Holocausto judío. Aunque muchos de los estudiantes nacidos en el extranjero se marcharon cuando el Ejército soviético invadió Polonia por el este, la yeshivá siguió funcionando, aunque a una escala reducida, hasta que la Wehrmacht y las SS que se acercaban, hicieron que los líderes de la yeshivá trasladaran a toda la comunidad, primero a Vilna, y posteriormente a la ciudad de Kėdainiai, situada en Lituania. En esa misma época, el rabino Eliezer Yehuda Finkel, viajó al Mandato Británico de Palestina para obtener visados para sus estudiantes y restablecer la yeshivá en la Tierra de Israel, pero estos planes fueron interrumpidos por el estallido de la Segunda Guerra Mundial.

#### 1940
La yeshivá se dividió en cuatro secciones: la primera sección, bajo el liderazgo del rabino Chaim Leib Shmuelevitz como rosh yeshivá y el rabino Yechezkel Levenstein como mashgiach, se trasladó a Krekenava, las otras tres divisiones fueron a los tres pequeños pueblos de Ramygala, Šėta y Krakės. Sin embargo, este arreglo era solo una solución temporal, la yeshivá debía salir de Lituania.
En el verano de 1940, varios estudiantes de la yeshivá dirigidos por Nathan Gutwirth, ciudadano holandés, se enteraron de que el embajador del Reino de los Países Bajos en Riga, Letonia, Leendert de Decker, junto con el cónsul holandés en Lituania, Jan Zwartendijk, estaban dispuestos a proporcionarles visas de destino para la isla caribeña de Curazao. Al mismo tiempo, se supo que el cónsul japonés en Lituania, Chiune Sugihara, había accedido a emitir visas de tránsito a los refugiados que deseaban escapar a la región de Asia Oriental ocupada por los japoneses. La mayoría de los estudiantes de la yeshivá solicitaron y recibieron varios miles de visas de tránsito de Sugihara, lo que les permitió partir hacia el Lejano Oriente.
En el otoño de 1940, los estudiantes de la yeshivá viajaron por el ferrocarril transiberiano a Vladivostok, Unión Soviética y luego por barco a Tsuruga, Japón. La historia de la huida al Lejano Oriente de la Yeshivá Mir, junto con miles de otros refugiados judíos durante la Segunda Guerra Mundial, gracias en gran parte a los visados expedidos por el cónsul general japonés en Lituania, Chiune Sugihara, ha sido objeto de varios libros y películas.

#### 1941
La yeshivá reabrió en marzo de 1941 en Kōbe, Japón, donde recibieron ayuda por parte del Comité Judío Estadounidense de Distribución Conjunta.
Mientras las fuerzas armadas de la Alemania nazi seguían avanzando en el frente oriental, los estudiantes de la yeshivá huyeron a la República de China, a la ciudad costera de Shanghái, que entonces estaba controlada por el Imperio de Japón, y permanecieron allí hasta el final de la Segunda Guerra Mundial.
Los alumnos y profesores de la yeshivá Mir estudiaron en el santuario de la antigua Sinagoga Beth Aharon, ubicada Shanghái.
Después de la guerra, la mayoría de los refugiados judíos del Gueto de Shanghái, partieron hacia el Mandato británico de Palestina y a los Estados Unidos de América. Entre ellos había supervivientes de la Yeshivá Mir, muchos de los cuales se reincorporaron a la yeshivá más tarde en Jerusalén.

#### 1944
En 1944, el Rabino Finkel abrió una sucursal de la yeshivá en la ciudad santa de Jerusalén con solo diez estudiantes, entre ellos el Rabino Yudel Shapiro (quién más tarde sería el director del colegio Chazon Ish), el Rabino Chaim Brim, (quién más tarde sería el Rosh yeshiva de Ruzhin-Boyan) y el Rabino Chaim Greineman.